# تنگیزبای
تنگیزبای (به لاتین: Tengizbay) یک منطقهٔ مسکونی در قرقیزستان است که در استان اوش واقع شده‌است. تنگیزبای ۳٬۶۶۶ متر بالاتر از سطح دریا واقع شده‌است.